# Comuna Cervona Zirka, Snihurivka
Cervona Zirka (în ucraineană Червона Зірка) este o comună în raionul Snihurivka, regiunea Mîkolaiiv, Ucraina, formată din satele Cervona Zirka (reședința) și Huleai Horodok.

## Demografie
Componența lingvistică a comunei Cervona Zirka
     Ucraineană (93,57%)
     Rusă (5,16%)
     Română (1,03%)
     Alte limbi (0,08%)
Conform recensământului din 2001, majoritatea populației comunei Cervona Zirka era vorbitoare de ucraineană (93,57%), existând în minoritate și vorbitori de rusă (5,16%) și română (1,03%).